# 中国共产党第三次全国代表大会会址
23°07′17″N 113°17′27″E / 23.12139°N 113.29083°E
中国共产党第三次全国代表大会会址位于中国广州市越秀区东山恤孤院路3号（原恤孤院路后街31号），1923年6月12日至20日，中国共产党在此召开第三次全国代表大会。1979年被列为广东省文物保护单位，2013年3月会址遗址及中共中央机关旧址——春园被列为第七批全国重点文物保护单位。
当时召开三大时，会场是临时租用的春园北边的一栋民宅。经挖掘档案及当地居民的口述得知，这栋房子是旁边简园的建筑商广州发昌建筑店利用建简园剩余的材料盖起来的，业主是发昌建筑店的陈金。它的规模较小，风格与周边小洋楼也不太一样会址原为一栋两层砖木结构金字瓦顶的房屋，坐西向东，门临大街，平面呈正方形，长阔各约20米，高6米多，一层南北两间分别为会议室和餐厅，楼上为部分会议代表宿舍。1938年房屋被侵华日军飞机炸毁。1972年中共三大代表徐梅坤到广州实地考察，在一栋名叫“逵园”的小洋楼下，抬头看到了房顶上“1922”的字样，立刻激动地说想来了，那时会场的窗户，正对着就能看到这个“1922”！不过在寻访时，原址处已经另外建起了平房，使地貌发生了改变，没能确认会址所在地。2006年1月经广州市文物考古研究所使用考古勘查的方法对会址进行挖掘，原有平房建筑被拆除后，在下面发现了先前建筑的红砖地面遗址，清理出会址基础和残存地面，证明了徐老的回忆准确无误，会址得以完全确认。会址遗址发掘完成后填埋改建为小广场，其旁建设中共三大历史陈列馆。中共三大历史陈列馆、中共中央机关旧址——春园、中共三大会址遗址广场和旧民居5号楼组成中共三大会址纪念馆，于2006年7月1日落成开馆。
2023年3月，中国共产党第三次全国代表大会会址纪念馆旅游区被评为国家4A级旅游景区。

## 图片
- 中共三大会址遗址广场，右侧红房为陈列馆